# Chinese waterkastanje
De Chinese waterkastanje (Eleocharis dulcis, synoniemen E. equisetina, E. indica, E. plantaginea, E. plantaginoides, E. tuberosa, E. tumida) is een waterbies die behoort bij de cypergrassen. De Chinese waterkastanje wordt geteeld voor zijn eetbare wortelknollen. Het heeft buisvormige, bladloze groene stengels, die tot ongeveer 1,5 meter hoog worden. De plant groeit in moerassen in de modder onder water.

## Gebruik
De kleine, ronde knollen worden onder de naam waterkastanje als een groente gebruikt. De knollen hebben helder wit vlees en kunnen rauw worden gegeten, licht gekookt of gegrild, en ze worden vaak ingemaakt. Het is een veel gebruikt ingrediënt in Chinese gerechten, maar het wordt meestal rauw gegeten, soms gezoet. Het kan ook worden vermalen tot meel, dat wordt gebruikt voor het maken van waterkastanjetaart en het is vaak onderdeel van dimsumgerechten. Ze zijn ongewoon als groenten door de blijvende knapperigheid, zelfs na het koken of in blik, omdat de celwanden kruisgewijs verbonden zijn en versterkt met bepaalde fenolen. Deze eigenschap wordt gedeeld met de wortel van de heilige lotus. 
De knollen zijn rijk aan koolhydraten (ongeveer 90 procent van het drooggewicht), met name zetmeel (ongeveer 60 procent van het drooggewicht), en ze zijn ook een goede bron van voedingsvezels, riboflavine, vitamine B6, kalium, koper en mangaan.
... · 
E. acicularis (naaldwaterbies) · 
E. dulcis (Chinese waterkastanje) · 
E. multicaulis (veelstengelige waterbies) · 
E. ovata (eivormige waterbies) · 
E. palustris (gewone waterbies) · 
E. quinqueflora (armbloemige waterbies) · 
E. uniglumis (slanke waterbies) · 
...